# Tamasia variegata
Tamasia variegata is een schietmot uit de familie Calocidae. De soort komt voor in het Australaziatisch gebied.